# Astragalus wingatanus
Astragalus wingatanus es una  especie de planta herbácea perteneciente a la familia de las leguminosas. Es originaria de Norteamérica
Es una planta herbácea perennifolia, originaria de Norteamérica, distribuyéndose por Estados Unidos en Nuevo México, Arizona, Colorado y Utah.

## Sinonimia
- Astragalus acerbus E.Sheld.
- Astragalus dodgianus M.E.Jones
- Astragalus wingatanus var. dodgianus (M.E.Jones) M.E.Jones1
- Homalobus acerbus (E. Sheld.) Rydb.
- Homalobus dodgianus (M.E. Jones) Rydb.
- Homalobus wingatanus (S.Watson) Rydb.